# Gabriel Bestard
Gabriel Bestard est un ancien magistrat français, né le 15 août 1941 à Nice.

## Biographie
Gabriel Bestard est titulaire d'une licence en droit, d'un diplôme de l'Institut d'études politiques de Paris et d'un diplôme d'études supérieures de droit privé.
Il a commencé sa carrière en 1970 à l'administration centrale du ministère de la justice. Il a effectué presque la totalité de son parcours professionnel au parquet. 
Substitut à Nîmes de 1973 à 1975. À nouveau à la Chancellerie de 1975 à 1979. À compter de 1979, il a été procureur de la République, successivement, à Châlons-sur-Marne (1979-1982), Pau (1982-1986), puis Rouen (1988-1990).
Nommé procureur général de la cour d'appel de Fort-de-France en 1990, puis de Rouen en 1993.
Gabriel Bestard fut nommé procureur de la République de Paris le 14 novembre 1995 par le Garde des Sceaux Jacques Toubon (RPR), en remplacement de Bruno Cotte, invité à quitter ce poste sensible après avoir classé sous condition l'affaire de l'appartement d'Alain Juppé. 
Pendant la période critique 1995-1998, il refusa d'ouvrir une information judiciaire dans l'affaire de l'appartement du fils d'Alain Juppé, dans celle du fils de Jean Tiberi ou dans celle des employés de maison de Camille Cabana et Robert Pandraud. 
Il fut ensuite nommé le 22 janvier 1998 procureur général près la cour d'appel d'Aix-en-Provence à la suite de la nomination de Jean-Louis Nadal à l'inspection générale des services judiciaires. Il fut ainsi le supérieur hiérarchique du procureur de la République de Nice Éric de Montgolfier.
Par décret du Président de la République en date du 9 mai 2007, Gabriel Bestard fut admis, par limite d'âge, à faire valoir ses droits à la retraite à compter du 16 août 2007 et maintenu en fonctions jusqu'au 30 juin 2008.

## Décorations
- Officier de la Légion d'honneur (2010)
- Officier de l'ordre national du Mérite (1995)
- Médaille d'honneur de l'administration pénitentiaire, argent au titre de « procureur général près la cour d'appel d'Aix-en-Provence » (2004)[1]